# Бадиоззаман Форузанфар
Мохаммад Хосейн Бошруйе (перс. بدیع‌الزمان فروزانفر), известный как Бадиоззаман Форузанфар (12 июля 1904, Бошруйе, Южный Хорасан — 6 мая 1970, Тегеран) — иранский литератор, писатель, переводчик, поэт и исследователь литературы, преподаватель персидского языка и литературы в университете. Фрузанфар был одним из выдающихся исследователей творчества Руми того времени и написал ряд ценных работ в этой области. Форузанфар также много лет был преподавателем персидской литературы в Тегеранском университете, а также был сотрудником Академии персидского языка и литературы.

## Настоящее имя и прозвище
Первоначальное имя Бадиоззамана Форузанфара - Мохаммад Хоссейн Бошруйе. Позже он называл себя Джалил Зия Бошруйе, ещё позже Джалил Форузанфар и, наконец, остановился на имени Бадиоззаман Форузанфар. Сначала его поэтический псевдоним звучал, как "Зия", а затем он выбрал псевдоним "Форузанфар". Он получил титул «Бадиоззаман» в 1919 году за сочинение касыды в честь Ахмада Гавама (Гавама ос-Салтане), правителя Хорасана.

## Жизнь
Мохаммад Хосейн Бошруйе, известный как Бадиоззаман Форузанфар, сын Ага Шейха Али Бошруйе, родился в 1897 году в семье образованных и учёных людей в Бошруйе, одном из городов Хорасана. Его отец, Ага Шейх Али Бошруйе, был одним из старейшин района Бошруйе, участвовал в поэтическом обществе во время Конституционной революции. Начальное образование получил в родном городе, а затем отправился в Мешхед, где учился у видных учёных-филологов в Хорасане, таких как Адиб Нишабури и Адиб Пешавари. Около 1921 года он отправился в Тегеран и продолжил учиться в школе "Сепахсалар", снимал комнату в одноимённой мечети. Потом он преподавал в этой же школе, а вскоре, в 1926 году, был назначен учителем в университете Дар-оль-Фонун - высшем педагогическом учебном заведении. В 1934 году он получил младшую руководящую должность на факультете рациональных и теологических наук Тегеранского университета.
В 1935 году экзаменационная комиссия Тегеранского университета, состоящая из Насруллы Тагави, Али Акбара Дехходы и Валиуллы Насра, оценила его ценную работу под названием « Биография Мауланы Джалаладдина Балхи» и присвоила ему докторскую степень. В том же году он был назначен профессором Высшей учебной школы и факультетов литературы и рациональных и теологических наук Тегеранского университета. В 1944 году на основании голосования Совета профессоров он был избран главой факультета рациональных и теологических наук и оставался в этой должности до 1967 года. С самого начала создания программы докторантуры по персидской литературе в Тегеранском университете он преподавал на курсе докторантуры и каждый год утверждал программу этого курса. Форузанфар был руководителем группы выдающихся студентов докторантуры факультетов литературы и теологии, большинство из которых впоследствии стали видными учёными в области персидской литературы и исследователями иранской письменной культуры. Среди них: Парвиз Натель Ханлари, Забиулла Сафа, Мехди Хамиди Ширази, Абдульхосейн Заринкуб, Голамхосейн Юсефи, Мохаммад Амин Риахи, Гадамали Сарами, Сейед Мохаммад Дабирсияги, Ахмад Махдави Дамгани, Мохаммад Реза Шафии Кадкани, Симин Данешвар, Махмуд Нешат, Зия-ад-Дин Саджади, Джалал Матини, Сейед Садег Гохарин, Манучехр Сотуде, Манучехр Мортазави, Мортеза Маулана, Махмуд Могтадаи и многие другие.
Форузанфар оставил должность профессора университета в 1967 году, но до последних дней своей жизни продолжал преподавать на программе докторантуры по персидской литературе. В то же время он стал членом Меджлиса. Некоторое время он возглавлял библиотеку правящей династии. Бадиоззаман Форузанфар умер 6 мая 1970 года в возрасте 73 лет от сердечного приступа.
Он предан земле в Саду попугаев (площадь перед мавзолеем Шаха Абдуль-Азима). Шафии Кадкани говорит следующее о его могиле: «Попечители усыпальницы Хазрата Абдуль-азима (через тридцать лет и после устранения правовых препятствий) продали могилу Бадиоззамана Форузанфара, одного из великих профессоров Тегеранского университета и одного из редких деятелей в области иранской культуры, какому-то паломнику с базара за миллион туманов. В это никто не верил. Я и сам не верил, пока не увидел».

## Обзор произведений
Труд «Сохан ва Соханваран» (перс. "Речь и речь говорящие") (1929—1933) стал выдающимся произведением Форузанфара, образцом исследования истории иранской литературы, одним из первых критических произведений в области персидской поэзии. Данная работа Форузанфара, рассматривая древнюю традицию написания биографий в персидской литературе, проложила путь для новых исследований в истории иранской литературы. До публикации этих исследовательских и критических работ лучшим произведением, которое можно было представить в качестве литературной истории, было произведение под обыкновенным названием «История поэзии» — сборник лекций Мирзы Мохаммада Хосейна Хана и Зака-оль-Молька, который, хотя и содержал ряд интересных исторических сведений, но не был научно основан на каком-либо консенсусе, поэтому по сути не был строго научным произведением. Однако работа Форузанфара была в точности научной работой, и сразу после её публикации она была замечена, получила восхищённые отзывы экспертов, и такие люди, как Мохаммад Казвини, Мохаммад Али Форуги и В. Минорский, были одними из первых, кто похвалил его работу. Последующие исследования в области истории иранской литературы, а главное, истории литературы в Иране, написанные Забиуллой Сафа, находились также под влиянием книги «Сохан ва Соханваран».
Впоследствии Форузанафар занялся изучением великого литературного гения Руми Джалаладдина Мохаммада Балхи и трудами и философскими концепциями Руми. Трактат о биографии Руми (1926 год) был прелюдией к исследованиям Форузанфара о Руми, творчество которого он исследовал сорок лет и написал следующие труды «Источники рассказов и аллегорий маснави», «Хадисы маснави», он отредактировал «Великий Диван» (общие положения Руми) и «Описание благородных маснави». Также им были отредактированны «Трактат о биографии Аттара», «Редактирование учения Бахаулада», «Учение Бурхануддина Мохаггага», был переведён трактат Кушайрие - все эти учёные и мистики оказали влияние на становление личности и произведения Руми. В поисках научной основы для описания маснави Форузанфар изучил критические исправления собственных работ Руми и то, что было среди источников его вдохновения, включая учение Бахаулада, учение Бурхануддина Мохаггага и заметки Шамса Табризи. Он отредктировал книгу «Фихи Ма Фихи», которая представляла собой сборник изречений Руми на специальных собраниях, и опубликовал её с подробными комментариями. Он издал учение Бурхана Мохаггага — хотя и основанное, по-видимому, на сокращённой рукописи — с научными комментариями, подробным введением и каталогами. Он опубликовал учение Бахаулада, которое сам Руми называет исключительно благом, в двух отдельных томах с подробным научным исследованием.

## Мнения экспертов о Форузанфаре
Абдульхосейн Заринкуб, один из крупнейших исследователей персидской литературы, так говорил о Форузанфаре:
«Он был сострадательным и настоящим учителем. Его урок был не только образованием, но и просвещением и развлечением. Тем не менее, его педагогический успех был беспрецедентным среди преподавателей-мэтров литературы того времени… Он читал стихи, как будто ступал крепким и устойчивым шагом, особенно ему нравился стиль Насира Хосрова и Хагани, и он, таким образом, напоминал Адиба Пешавари. Обстоятельства, которые повлияли на его литературную жизнь, сделали его больше, чем исследователя, и больше, чем учёного… Областью его исследований была литература и суфизм, особенно в исламский период до прихода Сефевидов…»
«Форузанфар был непревзойдённым исследователем не только в области маснави и творчества Руми, но и во всей сфере исламской культуры в Иране. И все же, несмотря на то, что с момента его ухода (по дате того времени) прошло уже четверть века, все серьёзное и уважаемое в нашей области, области изучения мистики и литературы, сегодня является его наследием, а то, что выходит за рамки его прямого или косвенного образования или влияния, часто лишено глубины, изящества, размышления, и кажется пустым. Область его любознательности была обширна, а область его таланта почти безгранична. В юности, особенно в первые дни своего прибытия в Тегеран, он также экспериментировал с поэзией. Некоторые из его стихов в то же время получили значительную известность и признание. Но поэтом он не стал… Постепенно, как и большинство из тех, кто известен миру, как учёный, он почёл деятельность поэта ниже своего достоинства. Следовательно, он писал стихи только изредка и только по необходимости, и ему несколько не хотелось, чтобы его причисляли к поэтам. В начале своей работы он также пытался писать эссе, критикуя „Хаваши“ Газвини в четырёх статьях; очень скоро он отказался и от этого и не занимался этим, кроме как изредка или по необходимости».
Гадамали Сарани, который является одним из выдающихся его учеников, говорил об Форузанфаре следующее:
«Хотя научная гордость была видна во всем его поведении и его речи, он (Бадиоззаман Форузанфар) был смирен; на самом деле он был профессором, в котором можно было видеть множество противоположностей. По этой причине отношение людей к нему было противоречивым. Одни говорили, что Форузанфар был нерелигиозен и не занимался этими вопросами, а другие считали, что он более посвящён, чем десяток муджтахидов. У Форузанфара была некая особенная хитрость, я лично многому у него научился и теперь, когда я его вспоминаю, я горжусь тем, что он был моим учителем».

## Ученики
На вечере Сейеда Мохаммада Дабирсияги о нём рассказал Реза Йекрангиан, директор издательства «Ходжасте»:
«Ещё один редкий человек, у которого доктор Дабирсияги удостоился чести учиться на бакалавриате и других курсах в Тегеранском университете, — это гордость литературы Ирана, Бадиоззаман Форузанфар. Доктор Дабирсияги записал то, что господин Бадиоззаман говорил об истории иранской литературы в классе, ни словом больше, ни словом меньше. По этой причине при подготовке этих заметок для печати они потратили несколько лет на аннотирование и составление указателей книг».

## В общественной культуре
В пьесе Акбара Ради «Ночь на мокрой мостовой» персонаж по имени Мождехи гордится тем, что учится у Форузанфара.

## Список произведений
- Сохан ва Соханваран, в двух томах (1929—1933)
- Избранное персидской литературы, 1934
- Трактат об исследовании жизни Мауланы Джалаладдина Мохаммада, известного как Руми, 1936
- История литературы Ирана (от ислама до конца правления Тимуридов), 1938
- Культура от арабской до персидской (при участии четырёх других профессоров), 1940
- Краткое содержание маснави, путём выбора и включения комментариев, 1942
- Редактирование Зенде-бидар (Хай ибн Якзал), произведение ибн Туфайла, 1955
- Фихи Ма Фихи. Из изречений Мауланы Джалаладдина Мохаммада, известного как Руми (редактирование), 1951
- Учение султана аль-Улама Бахаулада Мохаммада ибн Хосейна Хатиби Балхи, известного как Бахаулад (редактирование), 1954—1959
- Источники рассказов и аллегорий маснави, 1954
- Хадисы маснави, 1955
- Общие положения Шамса, или Великий диван, 1957—1968
- Учение Бурхануддин Мохаггага Термизи (редактирование), 1960
- Описание жизни, критика и анализ произведений шейха Фарид-ад-Дина Аттара Нишабури, 1960—1961
- Диван Ашрафа Газвини
- Добродетели Ухад-ад-Дина Кермани (редактирование), 1968
- Перевод трактата Кушайрие (редактирование), 1966
- Описание благородных маснави, в трёх томах, 1967—1969
- Сборник статей Бадиоззаман Форузанфара, подготовленный усилиями Энаятуллы Маджиди, 1972
- Собрание стихотворений Форузанфара (с введением доктора Мохаммад Резы Шафии Кадкани)

## Произведения о Форузанфаре
- Памяти моего учителя, Бадиоззамана Форузанфара (Хоссейн Хатиби, издательство Кельк, 1996)
- Некоторые воспоминания о покойном преподавателе Бадиоззамане Форузанфаре (Парвиз Атабаки, издательство Ираншенаси, зима 2002)
- Лучший из преподавателей, Бадиоззаман Форузанфар (Ахмад Самии Гиляни, издательство Зибашенахт, вторая половина 2002)
- Воспоминания о занятиях преподавателя Бадиоззамана Форузанфара (Селим Нисари, издательство Зибашенахт, вторая половина 2002)
- Воспоминания о Бадиоззамане Форузанфаре (Ирадж Афшар, издательство Кельк, 1996)
- Непревзойдённый преподаватель далёких лет (Хасан Анвари, издательство персидского языка и литературы, осень и зима 1993)
- Уникальный профессор, который ещё не бросил тени на небо Тегеранского университета (Ахмад Махдави Дамгани, издательство Кельк, 1996)